# Monars
Monars és una entitat de població del municipi de Montagut i Oix a la comarca de la Garrotxa, al territori de l'anomenada Alta Garrotxa, el terme del qual limita amb la frontera hispanofrancesa actual.

## Història
A principis del S. XIX la seva jurisdicció corresponia al Marquès d'Alfarràs. L'església era sufragània de la parroquial de Sant Miquel de Pera. El 1857 es va incorporar a l'antic terme municipal d'Oix, el qual va ser incorporat més endavant al de Montagut (Montagut i Oix) que va esdevenir Montagut i Oix el 1975.

## Població
El nucli del poble és l'església de Sant Feliu, també coneguda com a Sant Sebastià. Aquest temple ha estat restaurant en època recent i és d'accés lliure. Al cantó de l'església hi ha Cal Bessó, i no pas gaire lluny hi ha el conjunt d'edificis conegut com a la Casa i cabana de Mas de l'Om a Monars per un cantó, i el Mas Mitjà (Monars) (amb el seu Corral) per un altre.
Més avall del nucli del poble, en un pla, hi ha la casa de pagès de Maians, i les ruines de Sant Miquel de Maians, que havia tingut parròquia pròpia.
En el cens de 2007 tenia vuit habitants, però al 2024 s'havia reduït a només 5. Al Segle XIX, n'havia arribat a tenir 39 el 1831, i 160 el 1857.

## Geografia física
Els principals pics són el Comanegra, que és el cim més elevat de la Garrotxa i que és compartit amb el territori de l'estat francès, i el Puig de les Bruixes, que fa frontera amb el terme de Ribelles, actualment municipi d'Albanyà.
Més amunt del nucli del poble hi ha la Bassa de Monars, a la qual s'hi pot accedir per una pista en mal estat des de Rocabruna.

## Accés
L'accés al nucli del poble es pot fer per la pista que surt des de Rocabruna (Camprodon) (carretera de Camprodon a Beget) i que va a la Bassa de Monars, seguida d'un camí de bast que hi baixa. També s'hi pot accedir per una pista que puja de Beget fins a la casa de La Figuera i després per un camí d'uns 2 km.